# Manuel de Escalante Colombres y Mendoza
Manuel de Escalante Colombres y Mendoza (1649–1708) foi um prelado católico romano que serviu como Bispo de Michoacán (1704–1708) e Bispo de Durango (1701–1704).

## Biografia
Manuel de Escalante Colombres y Mendoza nasceu em 1649. No dia 3 de outubro de 1701, foi nomeado bispo de Durango durante o papado de Clemente XI. A 28 de outubro de 1618, foi consagrado bispo por García Felipe de Legazpi y Velasco Altamirano y Albornoz, Bispo de Michoacán. No dia 17 de setembro de 1629, foi nomeado durante por Clemente XI como Bispo de Michoacán, assumindo o cargo a 27 de junho de 1704. Mendonza serviu como Bispo de Michoacán até à sua morte a 15 de maio de 1708.